# Marguerite Cavadaski
Marguerite Cavadaski (* 2. Januar 1906 in Paris; † 14. August 1972 in Lausanne) war eine französisch-schweizerische Schauspielerin und Theaterleiterin, die 1961 als erste Schauspielerin aus der französischsprachigen Schweiz mit dem Hans-Reinhart-Ring, der höchsten Auszeichnung im Theaterleben der Schweiz, ausgezeichnet wurde.

## Leben und Wirken
Marguerite Cavadaski war die Tochter des Juweliers und Goldschmieds François und von Emilie, geborene Manciet. Ihre Ausbildung als Schauspielerin machte Marguerite Cavadaski an der berühmtesten Pariser Reformtheaterschule der 1920er Jahre, der Ecole du Vieux Colombier. Die Schule gegründet hatte der französische Theaterreformer, Theaterleiter, Schauspieler, Dramatiker und Kritiker Jacques Copeau, der die Heranbildung eines Schauspielers neuer Prägung erreichen und die Schauspieler zur „simplicité“ hinführen wollte. 1924 schloss Jacques Copeau das Vieux Colombier und zog sich ins Burgund zurück. Dort gründete er die Gruppe Les Copiaus, die aus seinen Schülern bestand. Marguerite Cavadaski folgte Jacques Capeau ins Burgund und setzte ihre Studien in der ländlichen Provinz fort. Sie wurde Mitglied der Gruppe Les Copiaus, die als Ensemble in Rollen aus den Komödien des 16., 17., und 18. Jahrhunderts auftraten. Diese wurden von Jacques Copeau in Szene gesetzt. Ihre Darstellungen zeigten die Les Copiaus auf Tourneen in der französischen Provinz und führten die Theaterstücke zwischen 1927 und 1929 auch bei Gastspielreisen in der Schweiz, Luxemburg, Belgien, Niederlande und Italien auf.
Der Autor André Obey war von den Aufführungen der Truppe begeistert und trat 1929 der Gruppe bei. Noch im selben Jahr übergab Jacques Copeau die Leitung des Theaters an Michel Saint-Denis, um sich für eine Stelle an der Comédie Française zu bewerben. Als Jacques Capeau die Gesellschaft auflöste, wurde Marguerite Cavadaski in den Jahren 1929/30 an der Pariser Avantgarde Bühne Théâtre de l’Atelier angestellt. 1930 wurde die Compagnie des Quinze gegründet, der Marguerite Cavadaski und die meisten Mitglieder der alten Truppe beitraten, wie auch der Autor André Obey. Dieser schrieb seine Stücke in enger Zusammenarbeit mit den Schauspielern. Insgesamt sind es sechs Theaterstücke, die er während der Zeit mit dem Ensemble hervorbrachte, zu denen Noé, eine neue Interpretation der biblischen Geschichte Arche Noahs gehört. Darin verkörperte Marguerite Cavadaski die Rolle der Noéme. Die Uraufführung fand am 17. Januar 1931 im wiedereröffneten Théâtre du Vieux Colombier in Paris und unter der Leitung von Jacques Copeau, statt. Die Compagne des Quinze schrieb nicht nur in Frankreich, sondern auch im Ausland Theatergeschichte. 1934 fand das letzte Gastspiel des Ensembles mit dem Stück Noé in London statt. 
Ab 1930 spielte Marguerite Cavadaski mehrmals in Genf, im Théâtre du Parc des Eaux-Vive unter der Leitung von Carmen d’Assilva. Diese war ursprünglich Tänzerin und arbeitete ebenso mit Jacques Copeau zusammen, jedoch nicht in den Les Copiaus, sondern der Comédie.
Die Compagne des Quinze führte zudem in Genf erstmals das Stück Les Lancerus de granis von Jean Giono auf – eine Uraufführung. Darin überzeugte Marguerite Cavadaski. In der Folge trat sie an Pariser Avantgarde-Bühnen auf: im Théâtre de l’Atelier bei Charles Dullin, in der Comédie des Champs-Elysées bei Louis Jouvet, im Théâtre Montparnasse bei Gaston Bati und im Théâtre des Arts. 
Nebst ihren Auftritten an Pariser Avantgarde-Bühnen war Marguerite Cavadaski weiterhin in der französischsprachigen Schweiz als Schauspielerin im Einsatz. In der Rolle der Savoyardin Salome im Jahre 1933 half Marguerite Cavadaski das Theaterstück Terre et l’Eau des Schweizer Dichters René Morax auf die Bühne zu bringen. Die Uraufführung fand im Théâtre du Jorat, dem westschweizerischen Festspielhaus in Mézières, statt und war ein ausserordentlicher Erfolg. Ein Jahr später liess sie sich in Lausanne nieder. Marguerite Cavadaski wirkte in den meisten Stücken von René Morax und im Théâtre du Jorat mit: 1937 spielte Marguerite Cavadaski die Figur der Cathérine, die Rolle des stillen Walliser Mädchens, das für ihren Geliebten das eigene Leben opfern will, eine Figur aus dem neuen Stück La Servante d’Evolène. Mit dieser Rolle wurde Marguerite Cavadaski in der französischsprachigen Schweiz zu einem Idol. 
Zusammen mit Kollege Paul Pasquier gründete Marguerite Cavadaski im Jahr 1940 die Freilichtbühne Théâtre du Château in Lausanne. Eine professionelle Kompanie präsentierte darin jeden Sommer eine Arbeit aus dem klassischen Repertoire auf den Treppen des Place du Château in Lausanne. In den ersten beiden Jahren übernahm Marguerite Cavadaski die künstlerische Gestaltung der Freilichtbühne und spielte in den Stücken auch Rollen. Die Freilichtbühne bestand aus einer grossen Freitreppe, die durch grosse Bäume abgeschlossen und vom Himmelszelt überdeckt war. Marguerite Cavadaski wirkte auch als Organisatorin und Hauptdarstellerin an anderen Freilichtbühnen in der französischsprachigen Schweiz mit. 
Im selben Jahr heiratete Marguerite Cavadaski den Schweizer Georges Balsiger, Veterinär und Direktor einer Reitschule. Die Familie von Marguerite Cavadaski lebte in der Schweiz, so dass Marguerite Cavadaski auch weiterhin die französischsprachige Schweiz mit ihrer Schauspielkunst beglückte, trotz Karriere im Ausland. 1948 wurde Marguerite Cavadaski vom Schauspieler Pierre Fresnay nach Paris ins Théatre de la Michodière geholt. Dort half Marguerite Cavadaski ihm als Partnerin für die Uraufführung der Komödie Les oeufs de l’autriche. Auch spielte sie in weiteren Stücken mit, wie zum Beispiel Rome n’est plus dans Rome von Gabriel Marcel. „Madame Cavadaski, d’ont le nom seul est la plus sûre des garanties“, schrieb der Schweizer Schriftsteller und Journalist Léon Savary über die populäre Schauspielerin. Auch Jean Vilar, französischer Theaterregisseur, Theaterintendant und Schauspieler, warb um einen Vertrag mit Marguerite Cavadaski. Schliesslich nahm sie an acht grossen internationalen Tourneen teil, so Les Possédées nach Dostojewskij von Albert Camus. 
Lange und immer wieder wirkte Marguerite Cavadaski am Stadttheater Lausanne, im Théâtre Municipal, wo sie ihr Publikum sowohl mit klassischen als auch mit modernen Rollen beeindruckte. Marguerite Cavadaski beteiligte sich an mehreren hundert Sendungen bei Radio Lausanne, wo sie ihre beispielhafte Diktion zur Verfügung stellte. Für das Kino spielte sie in vier verschiedenen Filmen: In Tour de chant (1933) und in Plaisirs défendus (1933) von Alberto Cavalantei, wie auch in Jocelyn d’après Lamartine (1952) und als Angèle in Quarte d’entre elles von Claude Champion und Francis Reusser (1968).
Am 13. August 1972 wurde die Schauspielerin im Alter von 66 Jahren in ihrer Wohnung in Lausanne tot aufgefunden. Marguerite Cavadaski hinterliess einen Entwurf des Theaterstücks Le comédien mit einer Einführung von Paul Pasquier und mit Illustrationen von Dominique Delachaux. Das Buch wurde im Jahr 1972 postum vom Verlag Editions Ouverture herausgegeben.

## Verleihung Hans-Reinhart-Ring
Kurz vor der Verleihung des Hans-Reinhart-Rings im Jahre 1961 hatte Marguerite Cavadaski eine der besten Darstellungen ihrer Laufbahn mit der schwierigen Rolle der Alten Dame aus Besuch der Alten Dame von Friedrich Dürrenmatt. Die Auszeichnung mit dem Hans-Reinhart-Ring, verliehen durch die Schweizerische Gesellschaft für Theaterkultur krönte die Karriere von Marguerite Cavadaski. Hiermit wurde die höchste Auszeichnung im Theaterleben der Schweiz erstmals einer Schauspielerin aus der französischsprachigen Schweiz übergeben. Die Verleihung fand am 29. Oktober 1961 im Théâtre municipal in Lausanne während einer festlichen Matinée statt. Der Schweizer Dichter René Morax ehrte die Schauspielerin mit lobenden Worten: „Vous avez donné à la Suisse romande vos éminentes qualités de Française, l’intelligence, l’expression juste, la vivacité, la vilolence et la medération, toutes les qualités subtiles de la Comédie et les grands élans tragiques.“

## Rollen

### Les Copiaus
- Isabelle in Arlequin magicien, italienische Leinwand von Jacques Copeau
- Lisette in L’Ecole des maris von Molières
- Lucinde in La Coupe enchantée von La Fontaine (1925)
- Colombine in La Surprise de l’amour von Marivaux (1926)
- Besa in L’Anconitaine d’après von Ruzzante
- Angélique in Dandin von Molière (1928)
- Sie wirkte mit der Gruppe La Dance de la ville et des champs (4. März 1928)
- Sie wirkte in der Tragikomödie Les Jeunes Gens et l’Aragnée von Jean Villard, Gilles und Michel Saint Denis (Mai 1929)

### Théatre de l’Atelier
- Die verliebte Margot in Patchouli von Salacrou (22. Januar 1930)
- Zofe Gipsy in Le Stratagème des roués von George Farquhar (21. März 1930)

### Compagnie des Quinze
- Noéma in Noé von André Obey (17. Januar 1931)
- Sidonie in Le Viol de Lucrèce von André Obey (12. März 1931)
- Sylvie in Bataille de la Marne von André Obey (3. Dezember 1931)
- Erotie in La Mauvaise Conduite von Jean Variot (November 1931)
- Catherine in Lanceurs de graines von Giono (30. September 1932)
- Noémi in La Vie en rose von Salacrou (3. Dezember 1931)

### Théâtre Montparnasse für Gaston Baty
- Sonia Crime et Châtiment von Gaston Baty, die er von Dostojewski adaptierte und inszenierte (1933/34)
- Sonia, in einer neuen Fassung, unter dem Titel Cris des Coeurs von Jean-Victor Pellerin (3. Dezember 1935)

### Théâtre l’Oeuvre
- Mitwirkung in Le Témoin von Steve Passeur (1935)

### Théâtre du Jorat
- Salomé in La Terre et l’Eau (10. Juni 1933)
- Catherine in La Servante d’Evolène (1937)
- Anne, die Waadtländerin in Charles le Téméraire (27. Mai 1944)
- Adele in Le Silence de la terre von Samuel Chevallier (30. Mai 1953)
- Sephora in Le Buisson ardent von Göo H. Blanc (31. Mai 1958)
- Elmire in „Tartuffe“ von Molière (1951/52)
- Jocaste in der Wiederaufnahme „Höllenmaschine“ (1954)

### Théâtre Municipal
- Mme Maret in 6e étage von Alfred Gehri
- Dona Maria Königin von Spanien in Ruy Blas von Victor Hugo (1938)
- Hauptrolle in Marie Stuart von Marcelle Maurette (1944)
- Mme Rivière in Les Joyeuses Commères von Shakespeare
- Alte Dame in Besuch der Alten Dame von Dürrenmatt (1961/62)
- Philaminte in Les Femmes savantes (1966)
- Frosine in L’Avare (1967)
- Mme Jourdain in Le Bourgeois gentilhomme von Molière (1968)

### Casino Theater
- Marions junge Walliser Heldin in Les Fileuses von Pierre Vallette (31. August 1940)

### Freilichttheater
- Hauptrolle in Andromaque de Racine, Künstlerische Leitung: Marguerite Cavadaski, Regie: Pasquier.
- Hauptrolle in Antigone von Sophocle (1942)
- Marianne in Les Caprices de Marianne von Musset (1946)
- Portia, die Frau Brutus in Jules César (1945)
- Olivia in La Nuit des Rois von Shakespeare (1950)
- Hellseherin Dolores in Incarnada von Gabriel Audisio (1951)

### Théâtre de la Cour Saint-Pierre
- Jeanne Tabazan in Tabazan von Jacques Aeschlimann (1950)

### Radio Lausanne
- Ennelin in Guten Tag, Gutenberg! von Jacques Aeschlimann (1956)

### Comédie de Genève
- L'orpailleur von Jacques Aeschlimann (1966)
- Argante in Les Fausses von Marivaux (1970)
- Mme Ressource Ressource in Le Joueur de Regnard (1971)

## Filmografie
- 1933: Tour de chant von Alberto Cavalentei
- 1933: Plaisirs défendus von Alberto Cavalantei
- 1952: Das Gelübde des Priesters (Jocelyn d’après) von Jacques de Casembroot
- 1968: Quarte d’entre elles von Claude Champion und Francis Reusser